# Micciarola
La micciarola è un vecchio modello di fucile da caccia ad avancarica, spesso prodotto artigianalmente, diffuso in diverse parti della Lucania, 
Il nome deriva dalla "miccia", impiegata  per accendere la polvere da sparo.
La micciarola veniva caricata a pallini. Aveva un'anima liscia e proprio per la mancanza di rigatura risultava molto imprecisa nel tiro.

## Funzionamento
Il caricamento della micciarola avveniva dalla volata, cioè dalla bocca della canna. Con un misurino rudimentale, secondo una tecnica "a volume" anziché "a peso", si calava la polvere. Poi si metteva stoppa, cioè il cascame della canapa utilizzato in idraulica, e si premeva il tutto con la "bacchetta" di dotazione infilata sotto la canna. In ultimo, sempre secondo il dosaggio a volume, si metteva la carica dei pallini, sversandoli dalla fiaschetta.
Le munizioni erano spesso prodotte in casa: quando la polvere nera originale, la "fossano", mancava, si ricorreva ai sostitutivi più disparati, come la polvere delle "battarie", cioè dei mortaretti delle feste paesane, oppure la balistite ottenuta sconfezionando ordigni e residuati bellici di vario tipo, oppure si mescolavano semplicemente zolfo, salnitro e carbonella per ottenere un preparato assai simile a quello dei primordi delle armi da fuoco. Anche i pallini  venivano autoprodotti, impiegando come materia prima il piombo delle condutture dismesse. 
In tempi moderni, l'innesco della polvere durante lo sparo non avveniva più con la miccia o la pietra focaia, ma a mezzo di un congegno basato sul "tubetto", ossia una capsula metallica contenente fulminato di mercurio che produceva scintille all'atto della percussione.
Quando partiva il colpo, se partiva, era difficile capirne l'esito, tanto densa e fitta era la fumata che accompagnava lo sparo.